# Pariksit

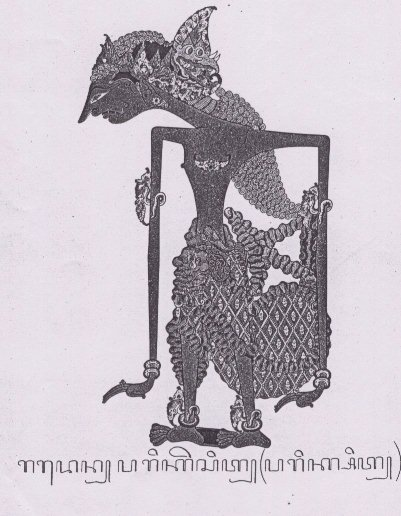
Paríksit representado por una marioneta de wayang javanés.

En el marco de la mitología hindú, Paríksit fue un monarca legendario indio, sucesor del rey Iudistira en el trono de la ciudad de Jastina Pura (norte de la India).
- parīkṣit o parikṣít en el sistema AITS (alfabeto internacional de transliteración sánscrita).
- परीक्षित् o परिक्षित् en escritura devánagari.

## Datación de la leyenda de Pariksit
En el Rig-veda (el texto más antiguo de la India, de mediados del II milenio a. C.) no se menciona a Pariksit Majarás ni a los otros personajes que le acompañan.
La primera aparición de Pariksit se encuentra en el Atharva-veda (un texto separado de los tres Vedas, llamados Rig, Sama e Iáyur-veda), donde se lo menciona como «cacique de la tribu kuru».
En el texto épico-religioso Majabhárata (siglo III a. C.), aparecen leyendas y genealogía, que serán desarrolladas en los Puranas, que fueron escritos en los siguientes siglos.
En la actualidad es un nombre hindú común en toda la India, con las escrituras (no del todo correctas con respecto al original sánscrito) Pariksita, Pariksit, Parikshat y Parikshita.

## Etimología
Su nombre viene de la raíz verbal sánscrita pari: ‘alrededor, profundamente, completamente’, cognado del griego peri: ‘alrededor’ (como en «perímetro»), e:
- īkṣa: ver, mirar, visitar, vista, considerar, consideración,
- īkṣaka: espectador, observador, como en antarikṣa.
- īkṣaṇika o īkṣaṇīka: el que ve el futuro, futurólogo.
- parīkṣita: cuidadosamente inspeccionado.
- parīkṣaka: examinar.
  - Una traducción alternativa de Paríksit —proveniente de la traducción de Nirala— es que Pariksit significa ‘el que ha sido probado’. La prueba fue haber sido devuelto a la vida gracias al rey-dios Krisná.
- parīkṣaka: un examinador, un juez.
  - Paríksit buscaría intensamente al dios Visnú, ya que lo había visto cuando era nonato.
- parīkṣaṇa (o raramente parīkṣaṇā): probar, experimentar, investigar.
- parīkṣaṇīya: ser investigado o tratado.
- parīkṣā: inspección, investigación, examen, test.

No está relacionado con parikṣi: destruir completamente, siendo pari: ‘alrededor, completamente’, y kshi: ‘destruir’, kṣiṇoti: destruir’, parikṣīyate: ‘gastar, decaer, gastarse’.

## Nacimiento

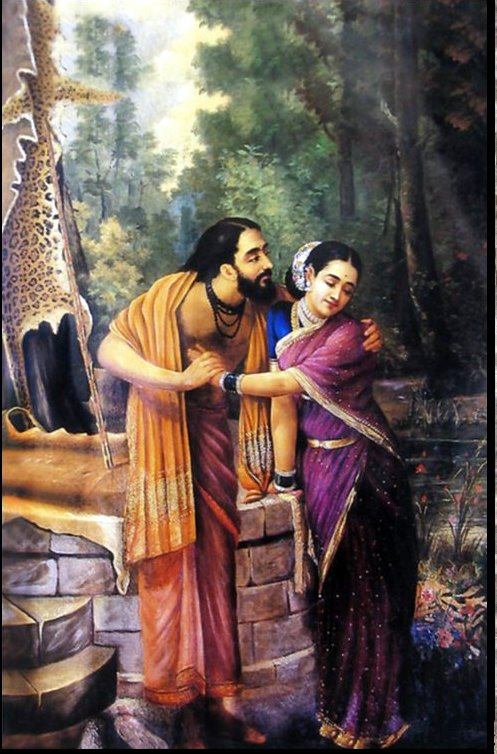
El príncipe pándava Áryuna —abuelo paterno de Paríksit— seduce a su tercera esposa, Subhadrá.

Paríksit era hijo de la princesa matsia Uttara, y del príncipe Abhimaniu, el hijo vrisni del príncipe Áryuna (uno de los cinco Pándavas).
Nació pocos meses después del final de la batalla de Kuruksetra.
Uttara estaba embarazada de Paríksit cuando su esposo el joven Abhimaniu fue traicioneramente asesinado por los mejores guerreros kauravas.
Más tarde, el malvado Ashwathama dirigió el arma brahmastra hacia el abultado vientre de Uttara, que descansaba en una tienda fuera del campo de batalla.
El rey-dios Krisna —que era tío materno de Abhimaniu (ya que Subhadra, la tercera esposa de Áryuna, era hermana de Krisna y madre de Abhimaniu) se apareció y lo salvó.

## Profecía de su vida
Después del nacimiento de Paríksit, el sacerdote Dhaumia Rishi le predijo al rey Iudistira (tío abuelo del bebé) que —como había sido salvado por Krisná (considerado una encarnación de Visnú)— sería conocido como Visnurata (‘protegido de Visnú’). Sería un gran devoto del señor Visnú, y un gran rey como Iksuakú y Rama.
Sería un guerrero ejemplar como su abuelo Áryuna y difundiría la fama de su familia.

## Rey de Hastinapura
Cuando el rey dios Krisna murió, comenzó la era de Kali yuga, y sus abuelos los Pándavas se retiraron y realizaron una caminata suicida a través de los Himalayas.
El joven Paríksit fue coronado, y el bráhmana Kripa Acharia fue su asesor.
Paríksit realizó tres ashua medha iagñás bajo la guía de Kripa.

## Muerte
Repentinamente Paríksit abdicó el trono a favor de su hijo Yánam Eyaiá (‘el que hace temblar al pueblo’) y se fue como mendigo hasta las orillas del Ganges, donde el joven sabio Shuka Gosuami (de 16 años de edad) estaba recitando partes del Bhágavata-purana, compuesto por su padre Viasa.
Siete días más tarde, el cacique de la tribu naga (enemiga de las tribus kurus) encontró al rey en actitud religiosa, escuchando historias sagradas de los sabios y sin su escolta habitual, y lo mató inmisericordemente.

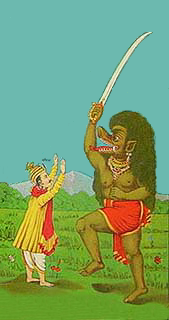
El malvado Kali (aquí retratado como un monstruo, aunque descrito meramente como un ser humano de piel negra) trata de matar a una vaca, y es detenido por el rey ario Paríksit.

Se creó una historia para explicar estos sucesos:
Una semana antes Paríksit estaba cazando por los bosques, y se le había aparecido el demonio Kali (la personificación de kali iugá, que no se debe confundir con la diosa Kālī), y le pidió permiso para entrar en su reino. El rey se negó.
El demonio insistió en pedirle el favor, y el misericordioso (aunque un poco insensato) Paríksit lo dejó habitar en cuatro lugares: el oro, el consumo de drogas (como el alcohol), los juegos de azar y la prostitución.
Paríksit se detuvo con su comitiva a bañarse en un río.
Se quitó la corona de oro y la dejó con sus ropas en la orilla.
Kali había entrado en el oro, y había creado en los hombres el deseo de obtener oro.
Taksaka, el cacique naga vio la corona de oro y la robó.
Fue capturado por los guardias del rey, quienes lo llevaron ante Paríksit. Éste lo mandó a azotar, golpear y encarcelar una semana en su capital.
Paríksit, muerto de sed, entró en la choza de un sacerdote bráhmana llamado Samika.
Al verlo llegar, el sabio habría fingido estar en una profunda meditación.
El rey le pidió agua (en la India es muy importante el atender bien a un invitado).
El sabio siguió sentado con los ojos cerrados.
El rey se encolerizó (debido a que el demonio Kali había entrado subrepticiamente en su corona de oro y entonces había arruinado sus pensamientos) y al ver una víbora cerca de la choza, la mató y la colgó del cuello del sabio.
Más tarde el hijo del sabio, el niño bráhmana Sringin, escuchó acerca de este incidente y maldijo al rey a morir en siete días de la mordedura de una serpiente.
Cuando una semana después el cacique naga Taksaka fue liberado, se enteró de que Paríksit ya no era rey y se había convertido en un mendicante religioso. Fue hasta la reunión de sabios y mató sin misericordia al exrey.

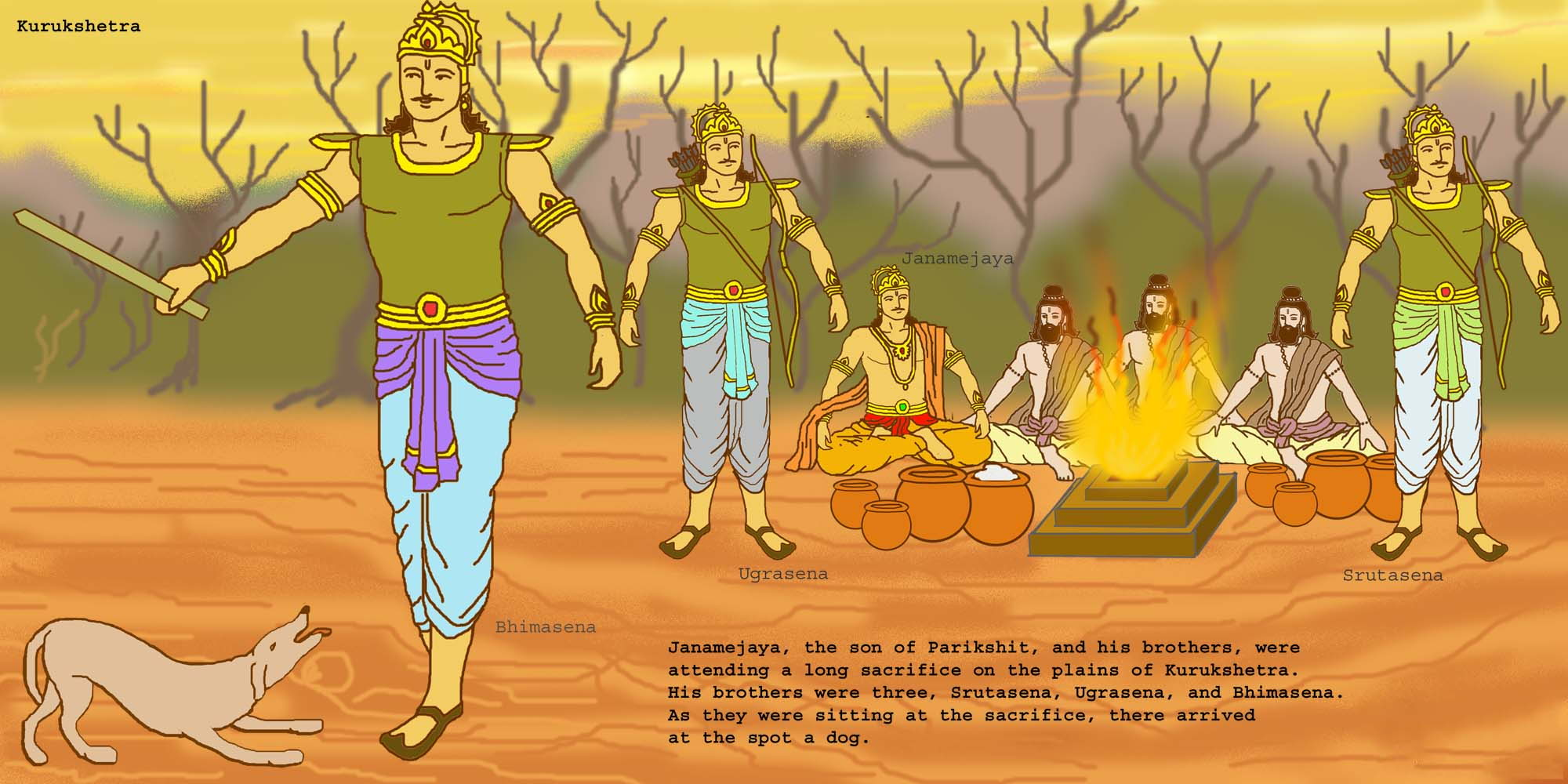
Yánam Eyaiá (el hijo de Paríksit), y sus tres hermanos (Shruta Sena, Ugra Sena y Bhima Sena), estaban realizando un largo sacrificio en las llanuras de Kuruksetra. Mientras estaban sentados en el lugar, llegó un perro. (Cómic del Majabhárata realizado por Jijith).

Al enterarse, el rey Yánameyaia juró matar a todos los nagas en una semana.
Con ayuda de su ejército, visitó las aldeas naga y empezó a secuestrar a todos los habitantes (hombres, mujeres y niños). Organizó un sacrificio iagñá donde los sacerdotes bráhmanas hicieron las ofrendas humanas al fuego.
Así murió el cacique Taksaka y cientos o miles de nagas.
El bráhmana Astika fue el único sacerdote que se negó a matar a los nagas, y con argumentos filosóficos convenció a Yanameyaia de detenerse.